# Anthyllis vulnerarioides
Anthyllis vulnerarioides là một loài thực vật có hoa trong họ Đậu. Loài này được (All.) Bonjean ex Rchb. miêu tả khoa học đầu tiên năm 1832.